# Suleiman Frangieh
Suleiman Frangieh Kabalan, cuyo apellido también es escrito como Frangié, Franyieh, o Franjiyeh, (15 de junio de 1910 – 23 de julio de 1992), (en árabe: سليمان فرنجية), fue presidente del Líbano entre el 23 de septiembre de 1970 y el 22 de septiembre de 1976. Su período presidencial vio el comienzo de la Guerra Civil Libanesa, que tuvo lugar entre 1975 y 1990.

## Primeros años
Suleiman Frangieh Kabalan Bey nació en Ehden, Líbano el 15 de junio de 1910. Fue el segundo hijo de Kabalan Suleiman Frangieh y Lamia Raffoul de Ejbah. Fue educado en el Colegio La Safle, en Trípoli, en el Colegio de San José en Zgharta y en la ciudad de Antoura, Keserwan. Se casó con Iris Handaly (de origen egipcio) con la que tuvo cinco hijos (3 mujeres y 2 varones).
La familia Frangieh tuvo una larga y distinguida historia en el servicio público libanés y su pueblo. Su abuelo, Suleiman Ghnatios Frangieh (1847-1908), fue gobernador del distrito de Ehden entre 1904 y 1908. Su padre, Kabalan, le siguió en este cargo hasta 1913, y fue miembro del parlamento desde 1929 hasta 1932. El hermano de Suleiman, Hamid Beik Frangieh, también fue elegido al parlamento entre 1934 a 1957 hasta que una enfermedad lo obligó a dejar la política. 
En 1957, fue acusado del asesinato de 20 miembros de una familia rival, los Douaihy, con una ametralladora, dentro de una iglesia cercana a Zgharta. También se cree que fue responsable de la muerte de 30 personas en un entierro cerca de Miziara. Tras esto, huyó y se refugió en Latakia, Siria, donde conoció a Háfez y a Rifaat al-Ásad, quienes se convertirían en sus amigos más tarde. En 1958, regresa al Líbano tras una amnistía general.
En 1969, Suleiman dejó en la campaña para la presidencia por la Plataforma del Líbano por la Independencia y la Soberanía. Se opuso a la presencia de todas las milicias armadas en el Líbano y propuso un nuevo gobierno nacional bajo el lema "Mi país siempre tiene la razón." Animó a los jóvenes libaneses a que se preocupasen por la política. También favoreció la contratación en el sentido de entregar más fuerte Líbano.
Frangieh era un ardiente nacionalista que veía con desdén a las personas desleales a su país. El 23 de septiembre de 1970, Frangieh fue elegido Presidente de la República Libanesa, derrotando a Elias Sarkis. Hubo tres rondas de elecciones:
Ronda 1 – 99 Diputados, 5 candidatos – sin mayoría.
Ronda 2 - 99 Diputados, 2 candidatos - 50 votos cada uno (se encontró 1 voto falso), la ronda fue ignorada.
Ronda 3: 99 diputados, 2 candidatos, Kamal Jumblatt cambia de opinión en el último momento y asigna a uno de sus diputados para que vote por Frangieh. Suleiman Frangieh se convierte legalmente en presidente.

## Gobierno
Durante la inauguración, Sabri Hamadeh, presidente del parlamento en aquella época, se negó a anunciar el resultado por la diferencia de un solo voto. Michel Sassine lo reemplazó e hizo la declaración. Frangieh pronunció que "el Líbano es para todos los libaneses, y debe permanecer unido. Tenemos fuertes lazos con todos los países amigos, especialmente los estados árabes, en base al respeto mutuo de la independencia y la soberanía."
En sus primeras obras no se vio corrupción en los departamentos gubernamentales. Hubo avances en las áreas de salud y educación. La economía libanesa mostró un progreso notable, sobre todo en las áreas de finanzas y el turismo. Líbano se mantuvo como el centro turístico y económico del Medio Oriente, con una muy buena calidad de vida.
Frangieh desarrolló la economía promoviendo el turismo patrocinado por los bancos, y alentó a las industrias nacionales. También estableció el "Proyecto Verde", que proporcionó la plantación de árboles y la modernización de 151 ciudades y pueblos. Las comunicaciones nacionales e internacionales se desarrollaron y ampliaron, y se construyeron carreteras entre las ciudades más grandes.
En febrero de 1971, Frangieh introdujo el sistema nacional de salud, que proporcionó servicios de salud a todos los trabajadores. Este sistema se extendió a los estudiantes universitarios en 1972. Los hospitales públicos existentes se mejoraron, se construyeron nuevos y la primera escuela de enfermería fue establecida. Los bancos de sangre fueron montados y muchos programas de prevención de enfermedades se pusieron en marcha. Frangieh también estableció universidades e institutos de educación superior para adaptar la educación al desarrollo de la población.
En el área de los medios de comunicación, el Líbano fue el único país en el Medio Oriente en aceptar la Declaración Internacional de los medios de comunicación. Una gran estación de noticias libanesa comenzó a operar, así como el servicio telefónico.
Frangieh aumentó el número de policías y proporcionó apoyo financiero a los servicios jurídicos. También formó una fuerza de élite para el control de emergencias en las ciudades más grandes. El ejército nacional fue reorganizado, y sus armas y técnicas desarrolladas. Frangieh promovió la paz, el progreso y la estabilidad para el pueblo libanés, pero esta paz fue deshecha por el flujo de palestinos provenientes de Jordania que se refugiaron en el Líbano, tras la derrota de las fuerzas palestinas por parte del ejército de Jordania en 1970. Ningún otro país árabe aceptó refugiados.
El número de palestinos creció de manera exponencial en el Líbano, muchos contrabandistas de armas y miembros de guerrillas como la OLP vinieron con ellos. Con el tiempo, los palestinos comenzaron a interferir con los intereses internos de los libaneses, y comenzaron a lanzar ataques militares contra Israel desde sur del país. Israel tomó represalias contra objetivos palestinos en el Líbano meridional.
En 1973, la influencia palestina en los intereses libaneses aumentó drásticamente, lo que daba la impresión de los palestinos tenían la intención de crear un "estado dentro de un estado". El ejército libanés estaba en contra de los palestinos en un esfuerzo por restringir estos movimientos. En este momento, Siria cerró sus fronteras con el Líbano. Con el tiempo, la Liga de las naciones árabes determinó ataques militares.
En el mismo año, durante la guerra árabe-israelí, el Líbano se posicionó al lado de los países árabes y prestó apoyo logístico importante a Siria. Como resultado, las relaciones sirio-libanesas se fortalecieron y Siria volvió a abrir sus fronteras a Líbano. En 1975, se celebró una reunión entre el presidente Frangieh y el presidente de Siria Hafez al-Assad, la primera en 18 años.
En 1974, el presidente Frangieh pidió una solución pacífica al problema palestino y para un fin justo y pacífico en el conflicto de Oriente Medio frente a la ONU.
En 1975, el presidente Frangieh se reunió con el Secretario de Estado Henry Kissinger en Shtoura, Líbano. Después de eso Frangieh reunió con Dean Brown. La solución estadounidense para el problema palestino fue reorganizar los libaneses cristianos en los países de su elección, y mantener a los palestinos en el Líbano. El Presidente Frangieh rechazó por completo el plan estadounidense afirmando "Estamos dispuestos a defender nuestra casa a la muerte. Nunca dejaré el Líbano."
En 13 de abril de 1975, la guerra estalló entre los libaneses y palestinos en la zona de Ain el Remmaneh en Beirut. Frangieh intentó mantener al orden sin éxito.
En 1976, en un intento de poner fin a los enfrentamientos, Frangieh anunció un plan diseñado para cumplir con la oposición libanesa. Los intentos de Frangieh por mitigar esta amenaza fueron frustrados por fuerzas internas y externas. Estas fuerzas trataron de forzar Frangieh a dimitir antes del final de su mandato, creando una crisis constitucional. El palacio presidencial fue bombardeado, y el conflicto comenzó en el Líbano. Contra la presión abrumadora, Frangieh mantuvo en el cargo.

## Posgobierno
En septiembre de 1976, Frangieh entregó el poder, de acuerdo con lo dispuesto en la Constitución libanesa, al presidente electo Elias Sarkis. Aun así, continuó luchando para restaurar el orden, la unidad y la soberanía del Líbano. Ingresó en el Frente Libanés, una organización política formada con el propósito de liberar el territorio ocupado y redistribuir los palestinos en los países árabes, formada por partidos principalmente cristianos.
En 1977, hubo desacuerdos entre miembros del Frente Libanés debido a las diferentes opiniones sobre ciertos acercamientos con Israel y por una supuesta partición del Líbano. El 3 de mayo de 1978, Frangieh hizo público su desacuerdo con el Frente Libanés. Frangieh declaró que iba a luchar en contra de la partición. Se reunió con el ministro Rashid Karami, su principal oponente, lo que resulta en un acuerdo que los cristianos y los musulmanes del norte de Líbano forman un frente unido.
El 13 de agosto de 1978, un comando de la milicia Kataeb atacó la ciudad de Frangieh, Ehden, en el norte de Líbano, tras que la milicia de Frangieh, los Marada, matasen a un funcionario falangista (Joud El Bayeh). Durante el ataque, el hijo de Frangieh, Tony, ministro del gobierno libanés, fue asesinado junto con su esposa Vera, su hija Jihane y otros 28. Este ataque provocó una gran división en la comunidad cristiana, que amenazaba la supervivencia de los cristianos en el Líbano. Por este hecho, conocido como la Masacre de Ehden, los Marada estuvieron aliados con Siria (la cual invadía al Líbano y era enemiga del Frente Libanés) hasta el final de la guerra. El 24 de febrero de 1981, Frangieh anunció una solución basada en la unidad nacional, el desarme y la disolución de las milicias para que el gobierno de pudiese salvaguardar eficazmente la soberanía.
En 1982, Amin Gemayel fue elegido presidente de Líbano tras el asesinato de su hermano Bashir, e inició un pacto con Israel el 17 de mayo de 1983, en el que reconoció a Israel como estado. Frangieh se opuso a este tratado diciendo que iba en contra de la soberanía libanesa.
El 31 de octubre de 1983, Frangieh estaba en la Conferencia de Paz en Génova, junto con otros líderes libaneses para encontrar una solución al conflicto del Líbano. El 29 de febrero de 1984, Frangieh fue la segunda conferencia en Lausana (Suiza), donde, firme, defendió los poderes constitucionales del presidente y se opuso a la interferencia extranjera en los intereses internos de los libaneses. En 1986, Frangieh se opuso al "Acuerdo Tripartito" entre los líderes de las tres milicias libanesas más grandes, el Partido Socialista Progresista de Walid Jumblatt, las Fuerzas Libanesas de Elie Hobeika y Amal de Nabih Berri. Frangieh describió este acuerdo como "muerto". La importancia de Frangieh como diplomático creció al final de su mandato presidencial. A menudo le visitaban en el palacio presidencial en Zgharta y Ehden diplomáticos extranjeros y dignatarios locales para discutir temas de importancia nacional.
Hasta su muerte en el 22 de julio de 1992 Frangieh mantuvo como una de las figuras políticas más poderosas e influyentes.